# راک‌آیلند (ایلینوی)
راک‌آیلند، ایلینوی (به انگلیسی: Rock Island, Illinois) یک شهر در ایالات متحده آمریکا با جمعیت ۳۹٬۰۱۸ نفر است که در شهرستان راک ایسلند، ایلینوی واقع شده‌است.

## موقعیت جغرافیایی
موقعیت جغرافیایی شهرها و مناطق اطراف به شرح زیر است: